# Остерхольц-Шармбек
Остерхольц-Шармбек (нем. Osterholz-Scharmbeck) — город в Германии, районный центр, расположен в земле Нижняя Саксония.
Входит в состав района Остерхольц. Население составляет 30 366 человек (на 31 декабря 2020 года). Занимает площадь 147 км². Официальный код — 03 3 56 007.
Город подразделяется на 9 городских районов.